# Spanska Siw
Spanska Siw är ett studioalbum från 1970 av Siw Malmkvist.

## Låtlista

### Sida A
1. Spanska Siw (Spanish Rose)
2. Livet är fullt av svindlande höjder (The Peaceful Heart)
3. Vackraste paret i världen (La Coppia Piu' Bella Del Mondo), med Svante Thuresson
4. Ingenting går upp mot gamla Skåne (Wärst du doch in Düsseldorf geblieben)
5. Primaballerina

### Sida B
1. Köp en tulpan (annars får du en snyting)
2. Ljuva barndomstid (Sweet Blidness)
3. Jag är kvinna, du är man (You're a Woman, I'm a Man), med Svante Thuresson
4. Leonard, Lisa och Leif (Love Was so Easy to Give)
5. Riddar Blåskägg (Take a Bow Rufus Humfry)

### Fotnoter
1. ↑  ”Spanska Siw”. Svensk mediedatabas. 13 mars 1970. http://smdb.kb.se/catalog/id/001442207. Läst 13 oktober 2014.
2. ↑  ”Spanska Siw” (på engelska). Discogs. 13 mars 1970. http://www.discogs.com/Siw-Malmkvist-Spanska-Siw/release/2708186. Läst 13 oktober 2014.